# Gösta Phragmén
Gustaf (Gösta) Vernick Phragmén, född den 29 april 1898, död den 21 augusti 1944, var en svensk kemist och röntgenkristallograf, son till Edvard Phragmén.
Efter studier vid Stockholms högskola där han blev filosofie kandidat 1921 var Phragmén från 1927 verksam vid Metallografiska institutet, där han först var medhjälpare till professorerna Carl Benedicks och Arne Westgren. Från 1933 var han tillförordnad direktör för dess tekniska avdelning. Han blev föreståndare 1943. Phragmén höll även föreläsningar i fysikalisk metallurgi vid Kungliga tekniska högskolan.